# Polyandrocarpa zorritensis
Polyandrocarpa zorritensis är en sjöpungsart som först beskrevs av Van Name 1931.  Polyandrocarpa zorritensis ingår i släktet Polyandrocarpa och familjen Styelidae. Inga underarter finns listade i Catalogue of Life.